# Lumen (NO blues)
Lumen is het derde album van de band NO blues uit 2008. Net als hun eerste twee albums bestaat de muziek uit een vermenging van traditioneel Amerikaanse (folkblues) en traditioneel Arabische elementen. Anders dan op het tweede album, is in dit album de Americana bij de veel nummers de basis. Ditmaal is bij een aantal nummers ook duidelijk (volks)muziek als basis te herkennen, zoals in The River Wild invloed van Ierse folk.
Naast de drie vaste leden spelen op het album Osama Maleegi (djembé, bongo's), Ankie Keultjes (zang), Eric van de Lest (drums), Sophie Cavez (diatonische accordeon) en Raphaela Danksagmüller (duduk) mee.

## Nummers
1. Fatuum Truus (3:05)
2. Footsteps (3:39)
3. Ommi (3:52)
4. Tes Yeux (3:57)
5. Across The Borderline (3:20)
6. Lumen (4:36) (instrumentaal)
7. Sawt (The Voice) (4:32)
8. Head Lock (3:51)
9. Longa No Blues (2:55) (instrumentaal)
10. The River Wild (4:45)
11. Rollin' Maryam (11:37) (inclusief mystery track)